# Jean Le Gall (homme politique)
Pour les articles homonymes, voir Jean Le Gall et Le Gall.
Jean Le Gall, né le 3 mai 1922 à Paris et mort le 30 septembre 1981 à Sedan, est un médecin et homme politique français. Il est député gaulliste des Ardennes entre 1962 et 1967.

## Biographie
Jean Le Gall s'est établi comme oto-rhino-laryngologiste à Charleville, en 1951.
En 1962, candidat UNR-UDT, il est élu député de la deuxième circonscription des Ardennes. Après avoir animé le groupe d'études spécialisé « Santé publique et population » de son parti, au Palais-Bourbon, il prend la présidence de la Commission parlementaire des Affaires culturelles, familiales et sociales, et ce, entre le 7 avril 1965 et le 2 avril 1967.
Il a été candidat malheureux aux élections cantonales de 1964.
Il brigue un second mandat en mars 1967. Arrivé en tête au premier tour, il est opposé au second tour au candidat de la FGDS, le socialiste André Lebon qui parvient à lui ravir le siège de député. La dissolution de l'assemblée le 30 mai 1968 entraîne des élections. Les deux hommes s'affrontent une nouvelle fois et Le Gall, toujours en tête au premier tour, est finalement battu par son adversaire Lebon.
En 1973, Jean Le Gall est à nouveau candidat dans cette même circonscription mais en tant que suppléant de l'industriel Georges Repeczky, tous deux se présentant sous l'étiquette URP. Ils sont battus par le sortant André Lebon.